# Transportador de tornillo

Tornillo de Arquímedes

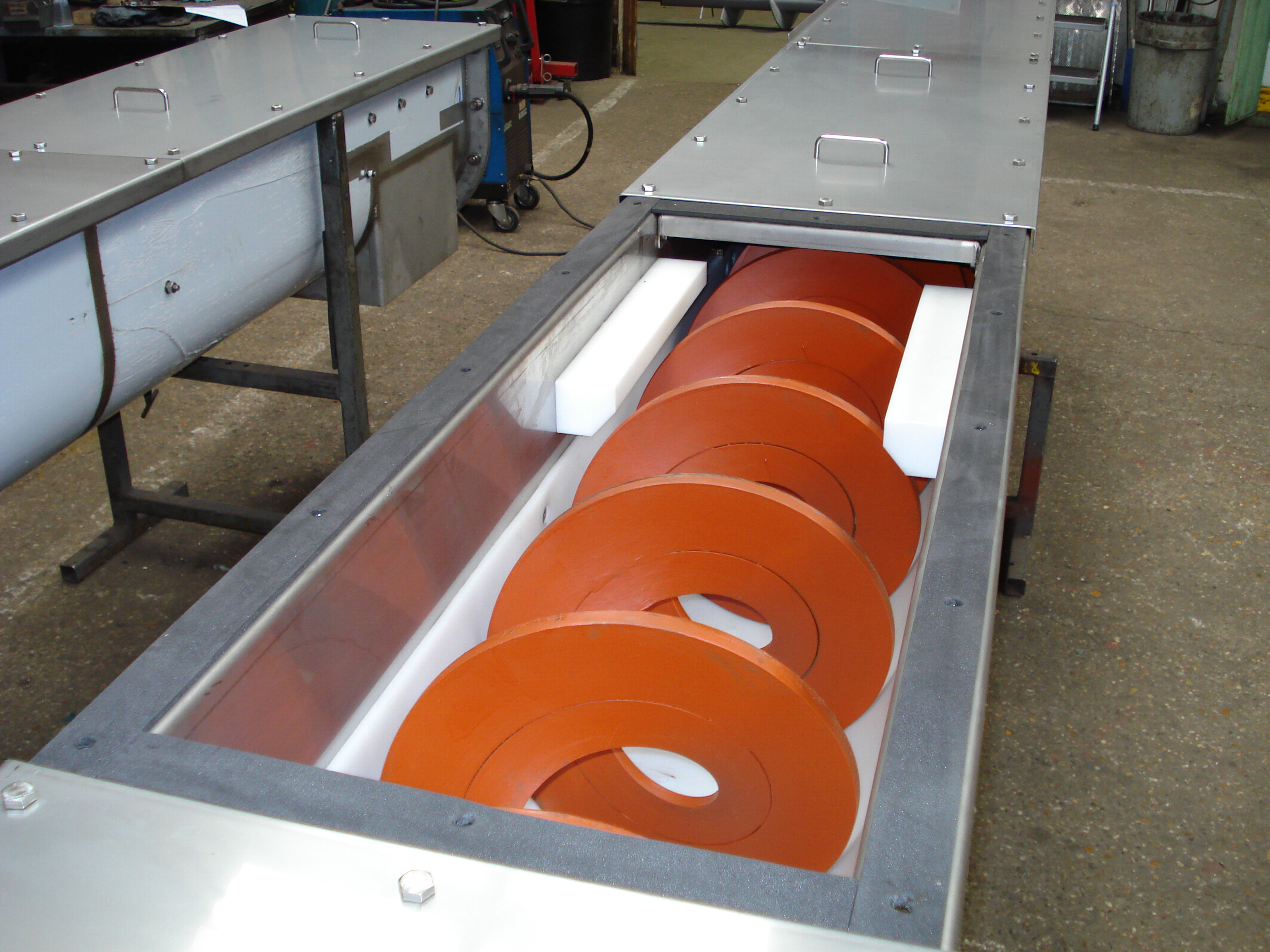
Transportador de tornillo sin centro.

Un transportador de tornillo o transportador tornillo sin fin es un mecanismo que utiliza una hoja helicoidal giratoria de tornillo, generalmente dentro de un tubo, para mover materiales líquidos o granulares. Se utilizan en muchas industrias de manipulación de materiales a granel. Los transportadores de tornillo en la industria moderna se utilizan a menudo horizontalmente o con una ligera inclinación como una forma eficiente de mover materiales semisólidos, incluyendo residuos de alimentos, astillas de madera, agregados, granos de cereales, piensos, cenizas de caldera, carne y harina de huesos, residuos sólidos municipales, y muchos otros. El primer tipo de tornillo transportador fue el tornillo de Arquímedes, utilizado desde la antigüedad para bombear agua de riego.
Suelen consistir en una canaleta o tubo que contiene una cuchilla en espiral enrollada alrededor de un eje, accionada en un extremo y sujeta en el otro, o una "espiral sin eje", accionada en un extremo y libre en el otro.  La velocidad de transferencia de volumen es proporcional a la velocidad de rotación del eje. En las aplicaciones de control industrial, el dispositivo se utiliza a menudo como alimentador de tasa variable variando la tasa de rotación del eje para entregar una tasa o cantidad de material medida en un proceso.
Los transportadores de tornillo pueden funcionar con el flujo de material inclinado hacia arriba. Cuando el espacio lo permite, este es un método muy económico de elevación y transporte.  A medida que aumenta el ángulo de inclinación, la capacidad de una unidad dada disminuye rápidamente.
La parte giratoria del transportador a veces se denomina simplemente agujero.

## En la agricultura

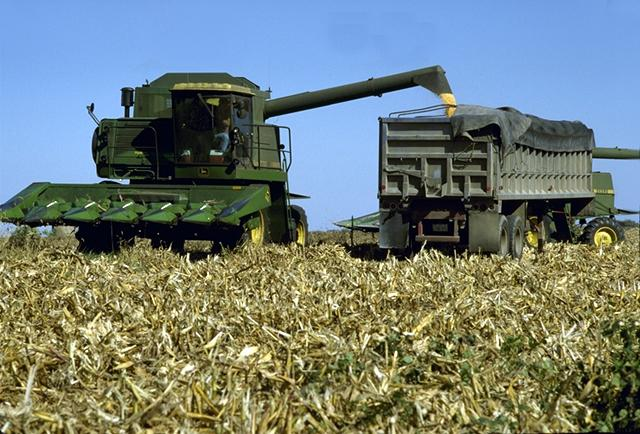
Esta cosechadora utiliza un transportador de tornillo dentro del tubo para descargar el grano en el remolque al lado

El "sinfín de granos" se utiliza en la agricultura para mover el grano desde los camiones, contenedores de granos o remolques de granos hasta los depósitos de almacenamiento de granos (de donde se retira posteriormente por medio de tolvas de gravedad en el fondo). Un sinfín de grano puede ser accionado por un motor eléctrico; un tractor, a través de la toma de fuerza; o a veces un motor de combustión interna montado en el sinfín. La hélice gira dentro de un largo tubo metálico, moviendo el grano hacia arriba. En el extremo inferior, una tolva recibe el grano del camión o carro de grano. Una rampa en el extremo superior guía el grano hasta el lugar de destino.
El moderno sinfín de grano de las comunidades agrícolas actuales fue inventado por Peter Pakosh. Su motriz de grano empleaba un sinfín de tipo tornillo con un mínimo de piezas móviles, una aplicación totalmente nueva para este uso específico. En Massey Harris (más tarde Massey Ferguson), el joven Pakosh se dirigió al departamento de diseño en la década de 1940 con su idea del sinfín, pero le regañaron y le dijeron que su idea era inimaginable y que, una vez que el sinfín envejeciera y se doblara, el metal sobre el metal, según un jefe de diseño de Massey, "provocaría incendios en todo Canadá". Pakosh, sin embargo, pasó a diseñar y construir un primer prototipo de sinfín en 1945, y 8 años más tarde empezar a vender decenas de miles bajo el nombre de 'Versatile', convirtiéndolo en el estándar de los sinfines de grano modernos.
Una forma especializada de sinfín de grano se utiliza para transferir el grano a una sembradora y suele ser bastante más pequeña tanto en longitud como en diámetro que los sinfines utilizados para transferir el grano a o desde un camión, carro de grano o depósito. Este tipo de sinfín se conoce como "relleno de la sembradora". Los sinfines de grano con un diámetro pequeño, independientemente del uso que se les dé, suelen denominarse "sinfines de lápiz".
Los sinfines sin centro son especialmente populares en las instalaciones industriales de cría de animales, donde la aplicación principal es la distribución de alimento para animales desde una ubicación de almacenamiento central a dispositivos de alimentación individuales o de grupo. La naturaleza flexible del hilo del sinfín permite que el pienso u otros materiales cambien de elevación y se muevan en ángulo. El primer sinfín sin centro fue patentado por Eldon Hostetler y Chore-Time Equipment en el contexto de esta aplicación.

## Otros usos
Otras aplicaciones del transportador de tornillo o sinfín incluyen su uso en sopladores de nieve, para mover la nieve hacia un impulsor, donde es arrojada al conducto de descarga. Las cosechadoras utilizan sinfines cerrados y abiertos para mover el cultivo no trillado hacia el mecanismo de trilla y para mover el grano dentro y fuera de la tolva de la máquina. [Las máquinas de rejuvenecimiento del hielo utilizan barriles para eliminar las partículas de hielo sueltas de la superficie del hielo.  Un sinfín es también un componente central de una máquina de moldeo por inyección.  Un sinfín se utiliza en algunas compactadoras de basura para empujar la basura hacia un plato rebajado en un extremo para su compactación.
Los sinfines también están presentes en el procesamiento de alimentos. Son una herramienta de elección en el procesamiento de polvos cuando se trata de transportar precisamente sólidos a granel (polvos, pellets...). En una picadora de carne convencional, los trozos de carne son conducidos por el sinfín a través de una cuchilla giratoria y una placa agujereada. Este método emulsiona la grasa de la carne para ablandar las hamburguesas y también se utiliza para producir una gran variedad de salchichas y panes. Los sinfines también se utilizan para forzar los productos alimentarios a través de matrices para producir pellets. A continuación, se procesan para obtener productos como copos de salvado.
Los sinfines también se utilizan en los yacimientos petrolíferos como método para transportar los recortes de roca desde los agitadores hasta los contenedores.  Los sinfines también se utilizan en algunos tipos de estufas de pellets y barbacoas, para trasladar el combustible de una tolva de almacenamiento a la cámara de combustión de forma controlada.  Los sinfines se utilizan a menudo en el mecanizado, donde las máquinas herramienta pueden incluir un sinfín para dirigir la viruta (chatarra o plástico) lejos de la pieza de trabajo.
Los transportadores de tornillo también pueden encontrarse en las plantas de tratamiento de aguas residuales para evacuar los residuos sólidos del proceso de tratamiento.
El vehículo de combate de infantería anfibio BMP-3 utiliza una unidad de propulsión de tipo tornillo en el agua.